# Fort White
Fort White è un comune degli Stati Uniti d'America, situato nello Stato della Florida, nella contea di Columbia.